# 巴特·葉爾曼
巴特·葉爾曼（英語：Bart D. Ehrman，1955年10月5日—），生於美國堪薩斯州勞倫斯，基督教新約歷史學者，現為北卡罗来纳大学教堂山分校比較宗教學教授，主要研究領域為新約文獻批評、耶穌的歷史與早期基督教會的演進。

## 外部連結
- 巴特·葉爾曼個人首頁 （页面存档备份，存于）
- 巴特·葉爾曼部落格: Christianity in Antiquity (CIA) （页面存档备份，存于）